# Bucco macrodactylus
Il piumino capocastano (Bucco macrodactylus Spix, 1824) è un uccello stanziale della famiglia Bucconidae tipico dell'ecozona neotropicale.

## Descrizione

### Dimensioni
Può raggiungere i 14 -16,5 cm di lunghezza e un peso di 24 g.  

### Aspetto
Il piumino capocastano è un uccello tozzo con la testa grande, un becco massiccio con le setole del mento che lo ricoprono parzialmente per intrappolare meglio le prede, mentre le zampe sono piccole e deboli. La coda è lunga e stretta.

### Piumaggio
Il piumaggio risulta lasso e di aspetto soffice.
Presenta una corona castana, la nuca è di colore rosso-arancio acceso, le altre parti superiori del corpo sono marroni con alcune strisce più chiare sulla schiena e la parte posteriore.
La coda è di colore marrone caldo, le sopracciglia sono bianche e sottili, le guance e la parte bassa della gola sono nere separate da una linea bianca mentre il mento e la parte alta della gola sono bianco-rossicce. Al di sotto della parte nera della gola troviamo una banda bianca, il resto delle parti inferiori del corpo risulta lucida fatta eccezione per la parte bassa del ventre.
Il becco è nero, gli occhi rossi o marroni e le zampe vanno dal marrone al grigio. 

## Biologia

### Alimentazione
La sua alimentazione è costituita principalmente da piccoli insetti e a volte piccoli vertebrati che raccoglie dalla vegetazione.

### Comportamento
Si sposta di posatoio in posatoio dal terreno, al sottobosco fino a poco al di sotto della canopia.

### Riproduzione
Non esistono dati sugli effetti del clima sulla riproduzione di questa specie. In cattività è stata osservata la realizzazione di un nido in una cavità scavata in un termitaio a 2,5 m su un albero.   La durata della vita si aggira intorno ai 6,3 anni.

## Distribuzione e habitat
L'areale della specie si sviluppa nella parte settentrionale del bacino amazzonico includendo: Bolivia, Brasile, Colombia, Ecuador orientale, Perù e Venezuela meridionale.
Vive nelle foreste,spesso lungo gli argini di fiumi, e nelle boscaglie basse che crescono nelle radure.
Si trova in successioni primarie e secondarie, nonché nelle foreste a galleria. La specie vive al di sotto dei 660 m di altitudine anche se è stata avvistata fino ai 1.000 m in Perù e ai 1.200 m in Ecuador.

## Conservazione
La Lista Rossa IUCN classifica Bucco macrodactylus come specie a rischio minimo (Least Concern). Non si conosce la dimensione effettiva delle popolazione.